# Шиподзьоб жовтогузий
Шиподзьоб жовтогузий (Acanthiza chrysorrhoa) — вид горобцеподібних птахів родини шиподзьобових (Acanthizidae). Ендемік Австралії.

## Опис
Жовтогузий шиподзьоб є найбільшим птахом роду Шиподзьоб. Довжина птаха становить 9,5-12 см, вага 9 г. Він має короткий хвіст і довгий тонкий дзьоб. Голова і шия птаха сірі, лоб чорний з білими плямками, над очима білі "брови", горло біле. Живіт білий, крила сірі, хвіст чорний, гузка жовта. Очі карі, лапи чорні. Забарвлення підвидів дещо різниться. Жовтогузі шиподзьоби можуть жити до 9 років.
Жовтогузому шиподзьобу притаманний музикальний, ніжній спів. Він також здатен імітувати звуки інших птахів, наприклад маскової манорини.

## Підвиди
Виділяють чотири підвиди:
- A. c. normantoni (Mathews, 1913) (Центральна Австралія, внутрішні райони Північно-Східної Австралії);
- A. c. leighi Ogilvie-Grant, 1909 (Північно-Східна Австралія);
- A. c. leachi Mathews, 1912 (північ і схід Тасманії);
- A. c. chrysorrhoa (Quoy & Gaimard, 1832) (Південно-Західна і Південна Австралії).

## Поширення і екологія
Жовтогузі шиподзьоби є ендеміками Австралії. Цей вид поширений на заході, півдні і сході континенту, а також в Тасманії. Відсутній на північному узбережжі Західної Австралії, в деяких районах Центральної Австралії, на півночі Квінсленду, а також на півночі і в центрі Північної Території. Жовтогузі шиподзьоби мешкають в різноманітних природних середовищах: в лісах, чагарниках, на полях, поблизу водойм, в парках і садах, в прибережних заростях.

## Раціон
Жовтогузі шиподзьоби здебільшого комахоїдні, але можуть доповнювати раціон насінням. Вони зазвичай шукають здобич на землі, іноді серед заростів. Утворюють невеликі зграйки від 3 до 12 птахів. в зграї можуть входити птахи інших видів: малі пустковики, короткодзьобі ріроріро та інші.

## Розмноження
Гніздування відбувається в липні0грудні. За рік може вилупитися до трьох виводків. Птахи цього виду утворюють пари, але часто в гніздуванні і піклуванні над пташенятами парі допомагають інші птахи. Гніздо куполоподібної форми, розміщується серед чагарників або густого листя. На вершині гніда знаходиться фальшиве "гніздечко"- заглибина чашоподібної форми, до справжнього гнізда веде прихований вхід. В кладці 3-4 яйця розміром 18×13 мм. Яйця білого кольору, поцятковані коричневими плямками. Інкубаційний період триває 16-18 днів, пташенята покидають гніздо на 19 день. 
Рудогузі шиподзьоби є жертвою гніздового паразитизму з боку смугастощоких дідриків і віялохвостих кукавок.